# Маячна гора (Севастополь)
Маячна гора (крим. Mayak dağı) — гора на північному березі Севастопольської бухти, поряд з Інкерманом. На ній розташований нижній Інкерманський маяк.
Із 7 вересня 2023 належить Бахчисарайському району Автономної Республіки Крим.